# Zatopeks
Zatopeks is een Britse punkband opgericht in 2001. De meeste leden van de band zijn voormalige leden van een band genaamd 3½ Inch Floppy, dat twee jaar voor Zatopeks was opgericht in de universiteit van Birmingham. Het debuutalbum van de band, Ain't Nobody Left But Us, werd door het Nederlandse label Stardumb Records in 2005 uitgebracht. Het tweede album, Damn Fool Music volgde in 2007 en werd uitgegeven door Household Name Records in het Verenigd Koninkrijk en door Whoa Oh Records in de Verenigde Staten. Het derde album, About Bloody Time, kwam uit in 2013.

## Leden
- Will DeNiro - zang
- Sebby Zatopek - gitaar
- Pete Sematary - drums
- Sammie the Giant - basgitaar, zang
- Spider - gitaar, zang

## Discografie

### Studioalbums
- Ain't Nobody Left But Us (2005, Stardumb Records)
- Damn Fool Music (2007, Household Name Records en Whoa Oh Records)
- About Bloody Time (2013, It's Alive Records, Monster Zero Records en East Beat Records)

### Ep's
- The International Language of Love (splitalbum met The Apers, The 20belows, en Twentyearsold) (2003, Whoa Oh Records)
- The 20belows / Zatopeks split (2004, All-Nite Records)
- Smile Or Move (2006, It's Alive Records)
- Handclaps & Bottlecaps (split met The Copyrights) (2006, It's Alive Records)
- Accelerators / Zatopeks split (2008, Squinty Joe Records)